# Білогорівка (станція)
Білого́рівка — вузлова вантажна залізнична станція Лиманської дирекції Донецької залізниці.
Розташована на північному заході Лисичанська, Сіверськодонецький район, Донецької області на перетині ліній Сіверськ — Білогорівка та Переїзна — Новодружівська між станціями Сіверськ (23 км), Чорноморський Парк (8 км) та Новодружівська (5 км).
На станції не зупиняються приміські та пасажирські поїзди. Поруч розташований терикони 1-2 шахти імені Д. Ф. Мельникова.